# Shu Qi
Shu Qi, pseudonimo di Lin Li-hui (舒淇S; Taipei, 16 aprile 1976), è un'attrice e modella taiwanese.

## Biografia
Nata in una famiglia in difficoltà economiche di Taiwan, la giovane Shu Qi si trasferì ad Hong Kong all'età di 17 anni, dove cominciò a lavorare per riviste di nudo e film softcore. In seguito venne ingaggiata dal produttore Manfred Wong, che continuò a farla lavorare in film a sfondo erotico. Nel 1996 lavora in Viva Erotica, uno dei più famosi film erotici di Hong Kong, dove vince il premio per la migliore attrice non protagonista agli Hong Kong Film Awards. Da quel momento in poi comincia a lavorare in produzioni più importanti come Gorgeous - In fuga per Hong kong o Millennium Mambo nel 2000 di Hou Hsiao-hsien.
Nel 1999 Ang Lee sceglie l'attrice per il ruolo di Jen in La tigre e il dragone. Tuttavia il suo manager, Manfred Wong, non credendo nelle possibilità del film, la spinse a lasciare la parte e lavorare per una pubblicità in Giappone e la parte andò a Zhang Ziyi. Dal 2001 è la testimonial del profumo Flower by Kenzo. Nel 2002 appare nella produzione hollywoodiana The Transporter e nel film asiatico destinato al mercato occidentale So Close. Nel 2004 è la protagonista dell'horror cinese The Eye 2, anche questo destinato al mercato internazionale. Nel 2005 ha vinto il premio come migliore attrice ai Golden Horse Awards per i suoi tre ruoli nel film di Hou Hsiao-hsien Three Times e nel 2009 ha fatto parte della giuria del Festival di Cannes.

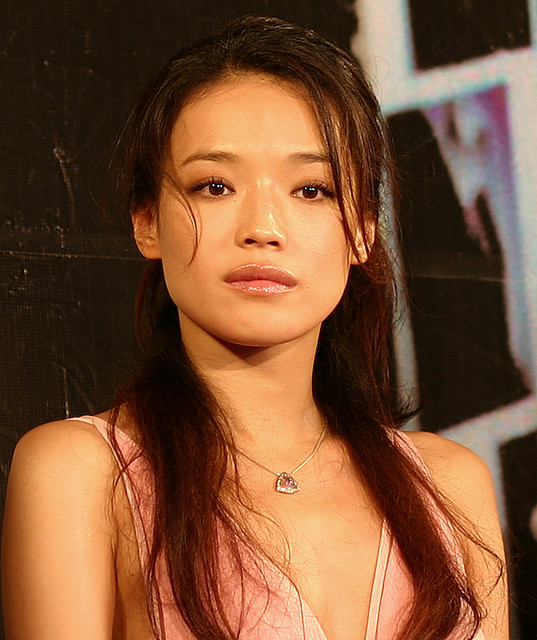
Sui Qi nel 2005

## Filmografia
- Ling yu gui dao, regia di An-Hsiung Wen (1995)
- Sex and Zen 2 (Yu pu tuan II: Yu nv xin jing), regia di Man Kei Chin (1996)
- Hung dang kui, regia di Billy Hin-Shing Tang (1996)
- Yan sai gwai dai, regia di Man Kei Chin (1996)
- Sik ching nam lui, regia di Derek Yee e Chi-Leung Law (1996)
- Guai tan xie hui, regia di Man Kei Chin, Joe Ma e Jing Wong (1996)
- Han fu gang, regia di Hung-Wei Yeh (1996)
- Ji lao si shi, regia di Kei Shu (1997)
- Ai qing amoeba, regia di Kei Shu (1997)
- Chao ji wu di zhui nu zai, regia di Matt Chow (1997)
- Jing zhuang nan xiong nan di, regia di Kin-Nam Cho (1997)
- Dui bu qi, duo xie ni, regia di Tung Cho 'Joe' Cheung (1997)
- Fei yat boon oi ching siu suet, regia di Kam-Hung Yip (1997)
- Hang wan yat tiu lung, regia di Lik-Chi Lee (1998)
- Young and Dangerous 5 (98 Goo wak chai: Lung chang foo dau), regia di Andrew Lau (1998)
- Goo wak chai: Hung Hing Sap Sam Mooi, regia di Wai-Man Yip (1998)
- San goo waak chai ji siu nin gik dau pin, regia di Andrew Lau (1998)
- The StormRiders - I cavalieri della tempesta (Fung wan: Hung ba tin ha), regia di Andrew Lau (1998)
- San luen oi sai gei, regia di Jing Wong (1998)
- Another meltdown (Bi xie lan tian), regia di Wai-Lun Lam (1998)
- Bishōnen (Mei shao nian zhi lian), regia di Yonfan (1998)
- B gai waak, regia di Bruce Law (1998)
- Bo li zhi cheng, regia di Mabel Cheung (1998)
- Tian xuan di lian, regia di Dante Lam (1999)
- In fuga per Hong Kong (Boh lei chun), regia di Vincent Kok (1999)
- Jung wa ying hong, regia di Andrew Lau (1999)
- Lung feng, regia di Eric Kot (1999)
- Ban zhi yan, regia di Kam-Hung Yip (1999)
- Ngo oi 777, regia di James Yuen (1999)
- Shan ding shan de zhong sheng, regia di Hung-Wei Yeh (1999)
- My Loving Trouble 7 (2000)
- Home in My Heart (2000)
- Unexpected Challenges (2000)
- Hidden Whisper (2000)
- Born to Be King (2000)
- Flyin' Dance (2000)
- Skyline Cruisers (2000)
- Dragon Heat (2000)
- My Name Is Nobody (2000)
- For Bad Boys Only (2000)
- Millennium Mambo (Qian xi man po), regia di Hou Hsiao-hsien (2001)
- Visible Secret (2001)
- Love Me, Love My Money (2001)
- Beijing Rocks (2001)
- Martial Angels (2001)
- The Wesley's Mysterious File (2002)
- Women From Mars (2002)
- So Close (Chik yeung tin see), regia di Corey Yuen (2002)
- Just One Look (2002)
- The Transporter (Le Transporteur), regia di Corey Yuen e Louis Leterrier (2002)
- Haunted Office (2002)
- Looking for Mr. Perfect (2003)
- The Foliage (2004)
- The Eye 2 (Gin gwai 2), regia di Oxide Pang Chun e Danny Pang (2004)
- Seoul Raiders (2005)
- Three Times (Zuì hǎo de shíguāng), regia di Hou Hsiao-hsien (2005)
- Home Sweet Home aka The Monster (2005)
- Romance of Red Dust (2006)
- Confession of Pain - L'ombra del passato (伤城, Shang cheng), regia di Andrew Lau e Alan Mak (2006)
- Jopok manura 3 (조폭 마누라 3), regia di Jo Jin-kyu (2006)
- Forest of Death (2007)
- Blood Brothers (2007)
- If You Are the One (2008)
- Legends in the Tang Dynasty - Nei In Niang (2008)
- Yau lung hei fung, regia di Andrew Lau (2009)
- New York, I Love You, registi vari (2009)
- City Under Siege (2010)
- Legend of the Fist: The Return of Chen Zhen (2010)
- If You Are the One 2 (2010)
- Let the Wind Carry Me (2010)
- A Beautiful Life (2011)
- 10+10, regia di Sylvia Chang, Tso-chi Chang e Arvin Chen (2011)
- Love (2012)
- La seconda moglie (2012)
- Tai Chi 0, regia di Stephen Fung (2012)
- Tai Chi Hero (2012)
- Chinese Zodiac, regia di Jackie Chan (2012)
- Beautiful University (2012)
- Journey to the West: Conquering the Demons (西遊·降魔篇, Xi you xiang mo pian), regia di Stephen Chow (2013)
- The Assassin (Nie Yinniang), regia di Hou Hsiao-hsien (2015)
- Gli avventurieri (The Adventurers), regia di Stephen Fung (2017)